# James Abourezk
James George Abourezk (Wood, 24 febbraio 1931 – Sioux Falls, 24 febbraio 2023) è stato un politico e avvocato statunitense.
Nato da una famiglia libanese, divenne il primo senatore statunitense di religione cristiana ortodossa, e anche il primo con ascendenze arabe.

## Biografia
Tra il 1948 e il 1952 prestò servizio nella Marina degli Stati Uniti durante la guerra di Corea.
Tornato negli Stati Uniti, studiò ingegneria civile presso la South Dakota School of Mines a Rapid City e diritto presso l'Università del South Dakota a Vermillion. Esercitò quindi la professione legale.
Fu eletto membro della Camera dei Rappresentanti dal 1971 al 1973 per il Partito Democratico, e dal 1973 al 1979 fu senatore, distinguendosi per le critiche verso l'Office of Public Safety, un'agenzia collegata all'Agenzia per lo sviluppo internazionale degli Stati Uniti e la Central Intelligence Agency.
Nel 1979 decise di non ricandidarsi, lasciando il posto a Larry Pressler. Riprese quindi la sua attività di avvocato.
Nel 1980, Abourezk fondò l'American-Arab Anti-Discrimination Committee, un'organizzazione volta a difendere i diritti degli arabi americani e a riequilibrare la politica degli USA in Asia.
Nel 2006, in un'intervista, Abourezk proclamò Hamas e Hezbollah “combattenti della resistenza”, e criticò gli USA per il sostegno a Israele.